# 褶锚参
褶锚参（学名：Polyplectana kefersteini）为锚参科褶锚参属的动物。分布于塞舌尔群岛、红海、菲律宾、夏威夷群岛、澳大利亚、台湾以及西沙群岛等地，常栖息于珊瑚礁内。该物种的模式产地在夏威夷群岛。